# Mühlhof (Nürnberg)

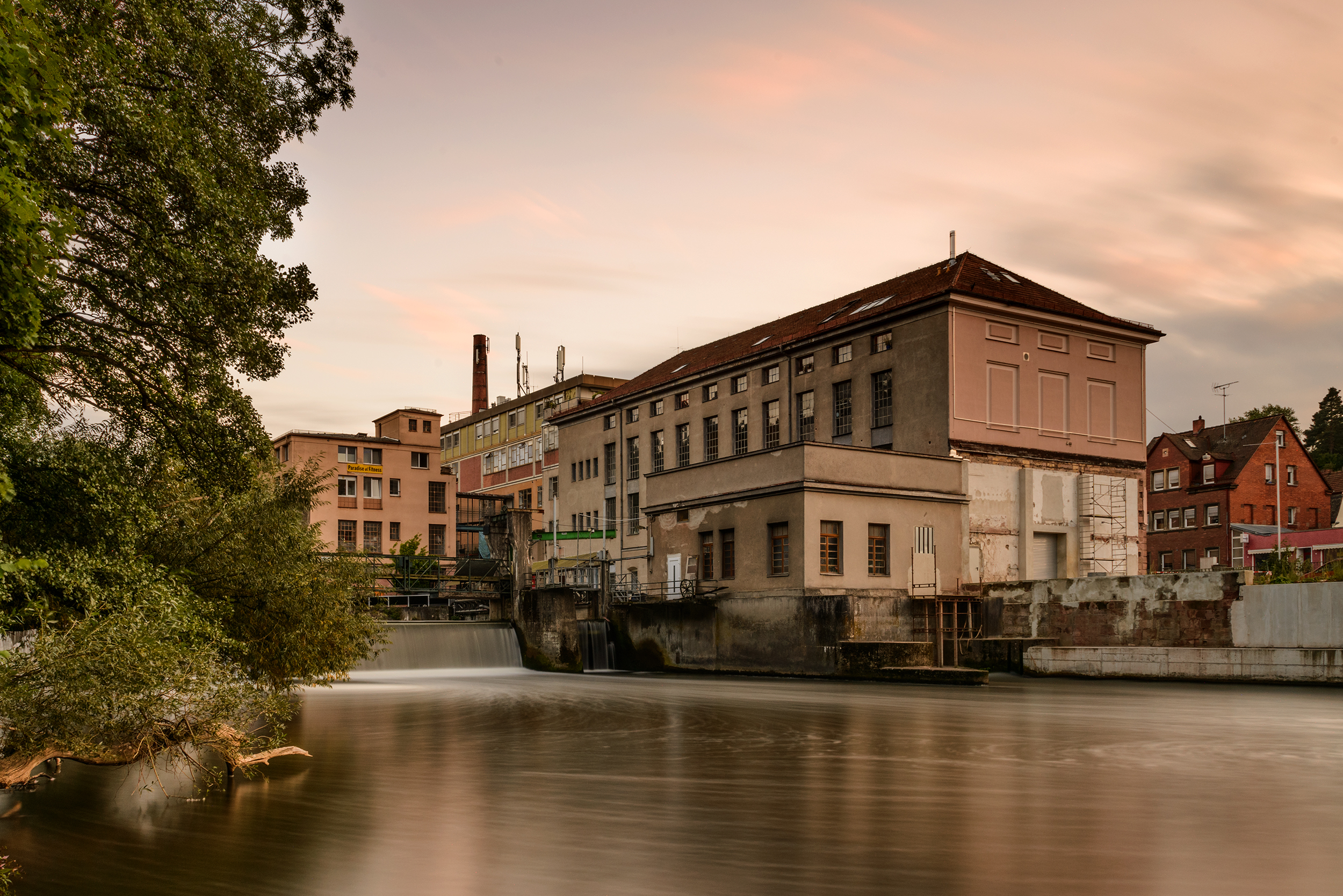
Fabrikgebäude der Leonischen Drahtwerke

Mühlhof ist ein Stadtteil im Südwesten Nürnbergs und der Name der Gemarkung 3447. Zusammen mit Gerasmühle, Lohhof, Krottenbach und Holzheim bildet Mühlhof den statistischen Bezirk 55 (Krottenbach, Mühlhof).

## Geographie
Durch Mühlhof ziehen sich die Bundesstraße 2 und die Rednitz. Nachbarorte sind Eibach, Reichelsdorf und Wolkersdorf. Im Süden ist der Ort mit Holzheim verbunden.

## Geschichte
Mühlhof wurde 1336 erstmals urkundlich erwähnt. Die Ortschaft entwickelte sich aus der zu Reichelsdorf gehörigen Mühle. Sie war als Reichslehen an die Waldstromer und später an die Pfinzing, Derrer und Furtenbach vergeben.
Gegen Ende des 18. Jahrhunderts bestand Mühlhof aus 10 Anwesen (5 Gütlein, 3 Häuser, 1 Papierfabrik, 1 Mühle). Das Hochgericht übte das brandenburg-ansbachische Oberamt Schwabach aus. Die Grundherrschaft hatten das Waldamt Laurenzi und Zinsmeisteramt Nürnberg gemeinsam inne. Es gab zu dieser Zeit 8 Untertansfamilien.
Von 1797 bis 1808 unterstand der Ort dem Justiz- und Kammeramt Schwabach. Im Rahmen des Gemeindeedikts wurde Mühlhof 1808 dem Steuerdistrikt Reichelsdorf (II. Sektion) und der Ruralgemeinde Deutenbach zugeordnet. Zwei Anwesen unterstanden in der freiwilligen Gerichtsbarkeit von 1822 bis 1848 dem Patrimonialgericht Fischbach. Am 15. Juni 1922 wurde Mühlhof nach Nürnberg eingemeindet.

### Baudenkmäler
Es gibt sechs Baudenkmäler:
- Leonische Drahtwerke: Arbeiterhäuser, Fabrikgebäude, Direktionsgebäude, Arbeitersiedlung
- Grenzstein

### Einwohnerentwicklung
| Jahr      | 001818 | 001840 | 001861 | 001871 | 001885 | 001900 |
| Einwohner | 131    | 125    | 431    | 201    | 222    | 175    |
| Häuser    | 11     | 10     |        |        | 21     | 23     |
| Quelle    | [ 8 ]  | [ 9 ]  | [ 10 ] | [ 11 ] | [ 12 ] | [ 13 ] |

## Religion
Der Ort ist seit der Reformation evangelisch-lutherisch geprägt und nach St. Georg (Dietersdorf) gepfarrt. Die Einwohner römisch-katholischer Konfession gehören zur Pfarrei Heilige Familie (Nürnberg).